# Archidendron merrillii
Archidendron merrillii är en ärtväxtart som först beskrevs av James Francis Macbride, och fick sitt nu gällande namn av Ivan Christian Nielsen. Archidendron merrillii ingår i släktet Archidendron och familjen ärtväxter. Inga underarter finns listade i Catalogue of Life.